# عبد الله الفيفي
عبد الله بن أحمد بن علي بن سالم الفَيْفي هو شاعر وكاتب وناقد من مواليد عام 1382 هـ/1963م بمحافظة فيفاء التي تقع بجنوب المملكة العربية السعودية. وهو من الناشطين إبداعًا ونقدًا وعملًا وطنيًّا بالسعوديَّة هو شاعرٌ، وكاتبٌ، ويعمل باحثًا، وأستاذًا جامعيًّا، وعضوًا بمجلس الشورى السعودي، لمدة 12 سنة: منذ 3 ربيع الأوَّل 1426هـ/12أبريل 2005م إلى 3 ربيع الأوَّل 1438هـ/2 ديسمبر 2016م. له ثلاث مجموعات شِعريَّة منشورة. وله عددٌ من الكتب العلميَّة، والدراسات المحكَّمة المنشورة والأبحاث، بالإضافة إلى المشاركات المختلفة شعرًا ونثرًا ونقدًا.

## الحياة العلمية

### ما دونالجامعة
- الشهادة الابتدائــية: مدرسة فَيْفاء الابتدائية: 92/ 1393هـ، بتقدير جيّد جدًّا.
- الشهادة المتوسطة: معهد الطائف العلميّ: 95/ 1396هـ، بتقدير جيّد جدًّا.
- الشهادة الثانــــوية: معهد عرعر العلميّ: 98/ 1399هـ، بتقدير ممتاز.

### الحياة الجامعية والأكاديمية

#### البكالوريوس
نال البكالوريوس من جامعة الملك سعود بالرياض بتاريخ 3/9/1403هـ - 1/6/1984م في اللغة العربية وآدابها بتقدير ممتاز مع مرتبة الشرف.

#### الماجستير
نال الماجستير من جامعة الملك سعود بالرياض بتاريخ 22/11/1408هـ - 6/7/1988م في الأدب والنقد. وتحديدًا في الأدب الجاهلي والإسلامي بتقدير ممتاز مع مرتبة الشرف الأولى وكانت رسالته بعنوان «شعر تميم بن أُبَيّ بن مقبل العجلاني: دراسة تحليلية».

#### الدكتوراه
نال دكتوراه الفلسفة من جامعة الملك سعود يوم السبت الموافق 29/8/1413هـ - 21/2/1993م في النقد الحديث وتحديدًا في الصورة الشعرية والخيال الفنّي بتقدير ممتاز مع مرتبة الشرف الأولى وكانت رسالته بعنوان «الصورة البصرية في شعر العميان: دراسة فنّية».

#### درجات ومناصب علمية وأكاديمية أخرى
نال الأستاذية في 16/12/1430 هـ - 13/12/2009 م، وعين أستاذًا مشاركًا في 11/9/1423هـ - 16/11/2002 م، ثم أستاذًا مساعدًا منذ 19/1/1414 هـ - 28/6/1993 م، وعمل وكيلًا لقسم اللغة العربية وآدابها بكلية الآداب بجامعة الملك سعود للعام الأكاديمي 1414/1415 هـ.

### شهادات أخرى
نال شهادة التأهيل المتقدمة في اللغة الإنجليزية والمهارات الأكاديمية، من جامعة إنديانا- بلومنغتون Indiana University- Bloomington بالولايات المتحدة الأمريكية عامي 2000 – 2001.
قضى بالولايات المتحدة الأمريكية والمملكة المتحدة البريطانية رحلة علمية في العام الدراسي 1421/1422هـ الموافق 2000/2001م وذلك خلال عام تفرّغٍ علميّ.

## السجلّ الوظيفيّ
عُـيِّن معيدًا بجامعة الملك سعود: 25/1/1404 هـ - 2/5/1409 هـ، ثم محاضرًا بها بتاريخ 3/5/1409 هـ، ثم عضوًا بهيئة التدريس بجامعة الملك سعود بتاريخ 19/1/1414 هـ، ورأس الندوة العلميّة الأسبوعيّة بقسم اللغة العربية وآدابها بكلية الآداب بجامعة الملك سعود منذ بداية الفصل الدراسي الأول عام 1416هـ، ثم عين عضوًا بمجلس الشورى السعودي لثلاث دورات منذ 3/3/1426 هـ - 12/4/2005 م، وقد حظي بثقة ملكيّة لتجديد عضويّته بالمجلس لدورة ثانية منذ 3/4/1430 هـ - 28/2/2009 م، ثمّ لدورة ثالثة منذ 29 صفر 1434هـ= 11 يناير 2013م. ثم نائبًا لرئيس لجنة الشؤون الثقافيّة والإعلاميّة بمجلس الشورى السعودي منذ 29/2/1428هـ - 19/3/2007م، ثم رئيسًا للجنة المشكّلة لوضع آليّة عمل لجنة السلام وحلّ الصراعات المنبثقة عن (رابطة مجالس الشيوخ والشورى والمجالس المماثلة في أفريقيا والعالم العربي) وذلك خلال اجتماع لجنة السلام وحلّ الصراعات في العاصمة النيجيرية أبوجا بتاريخ 3/12/1428هـ - 13/12/2007م. ثم رئيسًا للجنة الشؤون الثقافيّة والإعلاميّة بمجلس الشورى السعودي منذ 6/3/1430 هـ - 3/3/2009 م.

## عضوياته بالمجالس واللجان والجمعيات
- عضو الجمعيّة العلميّة السعوديّة للأدب العربي.
- باحثٌ مستكتب في «موسوعة مناطق المملكة العربيّة السعوديّة الشاملة»، الصادرة عن مكتبة الملك عبد العزيز العامّة بالرياض.
- عضو المركز العربي للثقافة والإعلام.
- عضو الجمعيّة المصريّة للنقد الأدبي.
- عضو اللجنة العلميّة في «موسوعة القيم ومكارم الأخلاق»، الآمر بنشرها صاحب السمو الملكي الأمير مشعل بن عبد العزيز آل سعود.

## بعض دواوينه الشِّعريَّة وكُتبه وبحوثه
- أفلاك (على مَقام الرَّصْد): (مجموعة شِعريَّة). (بيروت: مؤسَّسة الانتشار العَرَبي | النادي الأدبي الثقافي في منطقة الباحة، 2019).
- تاريخ بني إسرائيل وجزيرة العَرَب، من التَّاريخ الميثولوجي إلى الجغرافيا الهرمنيوطيقيَّة: مُراجعاتٌ منهاجيَّةٌ في نماذج تاريخيَّة مُعاصرة (مع ترجمة «وصف بلاد العَرَب قبل الميلاد»، لسترابو). (الأردن: عالم الكتب الحديث، 2019).
- جِبال فَيْفاء وبني مالك والمرتفعات الحُدوديَّة السُّعوديَّة اليَمَنيَّة: من رحلة (فِلْبِي) في «مرتفعات الجزيرة العَرَبيَّة»، (السبت 5– الخميس 17 شوَّال 1355هـ= 19– 31 ديسمبر 1936م)، ترجمة وتحقيق وتعليق، مع (مقدِّمة نقديَّة في التاريخ والترجمة). (بيروت: الدار العَرَبيَّة للعلوم | نادي جازان الأدبي، 2017).
- هِجرات الأساطير: من المأثورات الشعبيَّة في جبال فَيْفاء إلى كلكامش، أوديسيوس، سندريلا (مقاربات تطبيقيَّة في الأدب المقارن). (الرِّياض: كرسي الأدب السعودي- جامعة الملك سعود، 2015).
- متاهات أوليس/ قيامة المتنبي. (مجموعة شِعريَّة). (الدار البيضاء/ بيروت: المركز الثقافي العربي|نادي الرياض الأدبي، 2015).
- طائر الثَّبَغْطِر: (رواية). (بيروت: الدار العربيَّة للعلوم، 2014).
- فصول نقديّة في الأدب السعودي الحديث- جزءان. (الرِّياض: كرسي الأدب السعودي- جامعة الملك سعود، 2014).
- فَـيْـفاء.. هَبَّـة الطُّفولة: (مجموعة شِعريَّة). (بيروت: الدار العربيَّة للعلوم | نادي جازان الأدبي، 2012). (ط1، دمشق: اتحاد الكُتَّاب العرب، 2005).
- «إذا ما الليل أغرقَني»، مجموعة شعرية (الرياض: دار الشريف، 1990).
- مفاتيح القصيدة الجاهليَّـة: نحو رؤية نقديَّـة جديدة عبر المكتشفات الحديثة في الآثار والميثولوجيا. (إربد- الأردن: عالم الكتب الحديث، 2014). (ط1، جُدّة: النادي الأدبي الثقافي، 2001). [محكّم من المجلس العلمي بجامعة الملك سعود].
- شِعر التفعيلات وقضايا أخرى.  (بغداد: دار الفراهيدي، 2011).
- شِعر النقّاد: استقراء وصفيّ للنموذج، (إربد- الأردن: عالم الكتب الحديث، 2011).
- ألقاب الشُّعراء: بحث في الجذور النظريّة لشِعر العرب ونقدهم، (إربد- الأردن: عالم الكتب الحديث، 2009).
- «بين أسطورة امْحَمْ عُقَيْسْتَاء في جبال فَيْفاء وأسطورتَي كَلْكَامش وأوديسيوس Odysseus: (قراءة مقارنة)»، مجلّة «الخِطاب الثقافي» المحكّمة، جمعية اللهجات والتراث الشعبي في جامعة الملك سعود بالرياض، العدد الثالث، خريف 1429هـ= 2008م، ص ص 131- 156.
- مرافئ الحُبّ، للشاعر سلمان بن محمّد الحَكَمي الفَيْفي (1363- 1421هـ= 1943- 2000م)، ديوانٌ شعريّ قام بتحقيقه (جازان: النادي الأدبي، 2007).
- نقد القِيَم: مقاربات تخطيطية لمنهاج علمي جديد، (بيروت: مؤسسة الانتشار العربي، 2006).
- حداثة النص الشِّعري في المملكة العربيّة السعوديّة: قراءة نقديّة في تحولات المشهد الإبداعي، (الرياض: النادي الأدبي، 2005). [محكّم من المجلس العلمي بجامعة الملك سعود].
- شِعر ابن مُقبل (قلق الخضرمة بين الجاهليّ والإسلاميّ: دراسة تحليليّة نقديّة)، جزءان، (جازان: النادي الأدبي، 1999). [أصله: رسالة ماجستير].
- الصورة البَصَريّة في شِعر العميان (دراسة نقديّة في الخيال والإبداع)، (الرياض: النادي الأدبي، 1996). [أصله: رسالة دكتوراه، 1993].

## أمسيات شِعريَّة ومحاضرات ورحلات ومؤتمرات وندوات
- مهرجان الشِّعر تحت شعار «القلب الشاعري 2015»، الذي نظَّمته (منظمة سوكا جاكاي الدولية- فرع الخليج العربي) في مدينة دُبي (الإمارات العربيَّة المتَّحدة)، خلال الفترة من السبت 7 فبراير إلى الأحد 8 فبراير 2015.
- بدعوة من (وزارة الثقافة بمملكة بلجيكا) حلّ ضيف شرف على (جمعية ملتقى الفنّ ببلجيكا)، لتقديم قراءات شِعريّة، وذلك في اللقاء الذي عقد يوم الجمعة والسبت 14- 15 فبراير 2014، بمدينة بروكسل، احتفاءً بمناسبة مرور 50 عامًا على الجالية العربيّة في بلجيكا.
- أمسية شِعريّة في (محايل عسير)، مساء الخميس 22 ربيع الأوّل 1435هـ= 23 يناير 2014م.
- ورقة بحث في (نادي جُدَّة الأدبي الثقافي)، مساء الثلاثاء 7 جمادى الأولى 1434هـ الموافق 19 مارس 2013م)، تحت عنوان: «جماليّات الأدب الإلكتروني التفاعلي».
- شارك في (ملتقى العربي 2013)، مجلّة «العربي»، دولة الكويت، 4- 6 مارس 2013، بورقة بحثٍ مساء الأربعاء 6 مارس 2013، تحت عنوان «الحركة الشعريَّة الحديثة في المملكة العربيَّة السعوديَّة: ومَشارِفُ أَحْدَث».
- محاضرة تحت عنوان «لهجات فَيفاء: جذور العربية»، أقيمت في مركز الملك فيصل للبحوث والدراسات الإسلامية، بمدينة الرياض، مساء الثلاثاء 25 محرم 1433هـ= 20 ديسمبر 2011م.
- مشاركة شِعريّة ضمن المهرجان الشعري العربي الأوّل الذي نظّمه (نادي الباحة الأدبي)، الأحد 20 شوّال 1432هـ الموافق 18 سبتمبر 2011م.
- أمسية شعرية، مساء الثلاثاء 28 جمادى الآخرة 1432هـ= 31 مايو 2011م، في الكليّة الجامعيّة بمدينة القنفذة، ضمن برامج اللجنة الثقافية بمحافظة القنفذة، التابعة لنادي جدّة الأدبي الثقافي.
- محاضرة في (بيت الشعر بمركز زايد للدراسات والبحوث بنادي تراث الإمارات العربيّة المتّحدة) في أبو ظبي، يوم الاثنين 11 أبريل 2011، ثم في (اتحاد الكتاب والأدباء في الإمارات) الشارقة، الثلاثاء 12 أبريل 2011، طارحًا أوراق نقدية حول قصيدة النثر، والنثريلة، والقصّة القصيرة جدًّا. كما ألقى قصيدته «سرائر الحرير» في أمسيته الأخيرة في (اتحاد الكتاب والأدباء في الإمارات) بالشارقة.
- أمسية شعرية في جامعة جازان، مساء الثلاثاء 29 محرم 1432هـ الموافق 4 يناير 2011م.
- أمسية شعرية وقدّم محاضرة في نادي مكة الأدبي الثقافي، مساء الثلاثاء 24 رجب 1431هـ الموافق 6 يوليو 2010م.
- أمسية شعرية في (إدارة التعليم بالهيئة الملكية للجبيل وينبع) على مسرح الحويلات، في مدينة الجبيل، مساء الثلاثاء 4 جمادى الآخرة 1431هـ الموافق 18 مايو 2010م.
- تولّى رئاسة وفد لجنة الصداقة السعودية البلجيكية اللكسمبورجيّة بالنيابة، والمشكّل من أعضاء مجلس الشورى، الذي زار كلاًّ من بلجيكا، ودوقية لكسمبورج، والاتحاد الأوربي، في الفترة من 15 إلى 29 أبريل 2010.
- قدّم ورقة بحثيّة في (ندوة العربي 2010)، التي أقامتها «مجلّة العربيّ»، في دولة الكويت، في الفترة من 8 إلى 10 مارس 2010م، تحت عنوان «الثقافة العربية في ظل وسائط الاتصال الحديثة». وكانت ورقة بعنوان «مستقبل الثقافة العربية في ظلّ الوسائط الاتصالية الحديثة».
- أمسية أدبيّة نقديّة في نادي الحدود الشمالية الأدبي في (مدينة عَرْعَر) بعنوان: «شِعريّة المكان في تجربة شاعر الشمال/ سلمان بن محمّد الفَيْفي (مدينة عَرْعَر نموذجًا)»، مساء الأربعاء 9 ذي القعدة 1430هـ الموافق 28 أكتوبر 2009م.
- أصبوحة شعريّة في قسم الآداب والتربية، كليّة المجتمع، التابعة لجامعة الملك سعود بالرياض، السبت 6 جمادى الآخرة 1430هـ= 30 مايو 2009م.
- أمسية شعريّة أدبيّة في كليّة الملك عبد العزيز الحربيّة في الرياض، مساء الاثنين 1 جمادى الآخرة 1430هـ.
- محاضرة في قسم اللغة العربية وآدابها، كلية التربية- الأقسام الأدبيّة، جامعة الأميرة نورة بنت عبد الرحمن، بعنوان «مكانة المرأة في الخطاب الأدبي العربي»، الثلاثاء 25 ربيع الآخر 1430هـ.
- أمسية شِعريّة ثقافيّة في نادي الطلبة السعوديين في إربد بالأردن، الخميس 24 تموز/ يوليو 2008 (الموافق 21 رجب 1429هـ).
- مؤتمر النقد الأدبي الثاني عشر الذي عقده قسم اللغة العربية وآدابها بكليّة الآداب جامعة اليرموك، الأردن، في الفترة من الثلاثاء إلى الخميس 22- 24 تموز/ يوليو 2008 (الموافق 19- 21 رجب 1429هـ).
- عضو وفد السعوديّة إلى اجتماع لجنة السلام وحلّ الصراعات، المنبثقة عن (رابطة مجالس الشيوخ والشورى والمجالس المماثلة في أفريقيا والعالم العربي)، المنعقد في العاصمة النيجيريّة أبوجا، 1- 3/ 12/ 1428هـ= 11- 13/ 12/ 2007م.
- ملتقى نادي القصيم الأدبي، حول: «جماليات القصيدة الحديثة في المملكة العربيّة السعوديّة»، شوال 1428هـ= نوفمبر 2007م.
- ندوة «التجربة الشعريّة الحديثة في المملكة العربيّة السعوديّة»، مهرجان سوق عكاظ، الطائف، الثلاثاء 1 شعبان 1428هـ= 14 أغسطس 2007م.
- شارك ممثّلاً المملكة في إحياء أمسية شعرية في نادي الرياض الأدبي، ضمن الأيام الثقافية الجزائرية في السعودية، مساء الأحد 5 ربيع الآخر 1428هـ.
- ندوة «موسوعات سعوديّة: قراءة تحليليّة»، معرض الرياض الدولي للكتاب 2007م، مساء الأحد 14/ 2/ 1428هـ= 4/ 3/ 2007م.
- المؤتمر الدولي الرابع للنقد الأدبي، برعاية الجمعيّة المصريّة للنقد الأدبي، وتعاون جامعة عين شمس، القاهرة، في الفترة من 1 نوفمبر إلى 5 نوفمبر 2006.
- ملتقى قراءة النص 6، النادي الأدبي الثقافي بجُدّة، 2006.
- أسهم بورقة عمل في الندوة الكبرى بالنادي الأدبي بمنطقة حائل المعقودة مساء السبت 20/ 8/ 1426هـ الموافق 24 سبتمبر 2005م، بمناسبة اليوم الوطني للمملكة العربية السعودية، كما ألقى قصيدة بتلك المناسبة.
- شارك بورقة بحث في «مهرجان الوفاء.. الأدب في عهد خادم الحرمين الشريفين الملك فهد بن عبد العزيز، رحمه الله»، الذي أقامه (النادي الأدبي بالرياض)، السبت 13/8/1426هـ.
- أمسية شِعريّة في كلية دار العلوم، جامعة القاهرة، 4 أبريل 2004.
- ندوة «العواصم الثقافيّة العربيّة وحركة الشِّعر»، جامعة القاهرة، 4-5 أبريل 2004، برعاية مؤسسة يماني الثقافيّة.
- ملتقى قراءة النص 4، النادي الأدبي الثقافي بجُدّة، 2004.
- المؤتمر الدولي الثالث للنقد الأدبي، برعاية الجمعيّة المصريّة للنقد الأدبي، وتعاون جامعة عين شمس، القاهرة، 10 ديسمبر- 14 ديسمبر 2003م.
- ملتقى قراءة النص 3، النادي الأدبي الثقافي بجُدّة، 2003.
- مؤتمر جرش السادس للنقد الأدبي، جامعة جرش، الأردن، 6/ 5 - 8/ 5/ 2003.
- أمسية شِعريّة بكلية الآداب، جامعة جرش، الأردن، 2003.
- أمسية شِعريّة بنادي جازان الأدبي، 2002.
- ملتقى قراءة النص 2، النادي الأدبي الثقافي بجُدّة، 2002.
- رحلة علميّة في العام الدراسي 1421 / 1422هـ= 2000/2001م، وذلك خلال سنة تفرّغٍ علميّ، قضاها في: الولايات المتحدة الأمريكية والمملكة المتحدة البريطانية.
- أمسية شِعريّة بالقاهرة، بمناسبة احتفاليّة جائزة الشاعر محمد حسن فقي: 2001.
- مؤتمر جرش للنقد الأدبي، جامعة جرش، الأردن، 2000.
- أمسية شِعريّة، بكلية الآداب، جامعة جرش، الأردن، 2000.
- أمسية شِعريّة بنادي جازان الأدبي: 11/ 7/ 1420هـ.
- مشاركة شِعريّة في برنامج الاحتفال بمرور مئة عام على تأسيس المملكة العربية السعودية، إمارة منطقة جازان: 13/ 10/ 1419هـ.
- تقديم محاضرة بعنوان «الصورة البصرية في شعر العميان – دراسة فنية»، في المكتبة المركزية الناطقة بالرياض، التابعة لوزارة المعارف، الأمانة العامة للتعليم الخاص، مساء السبت 3/ 7/ 1416هـ.

## من النشاط الثقافي عبر وسائل الإعلام
- مشاركة في تحقيق للمجلّة الثقافيّة، صحيفة «الجزيرة»، الخميس 27 ربيع الآخر 1430هـ= 23 أبريل 2009م، العدد 280، «ما ترتيب الكتاب اليوم في سلّم وسائط المعرفة؟»، أجرت التحقيق: خلود العيدان.
- حوار في «عكاظ»، الخميس 13/ 4/ 1430هـ= 9/ 4/ 2009م، ع2853: «محذرًا من مصير اللاتينيّة.. الفَيْفي: ذئاب اللهجات يمزّقون العربية».
- مشاركة في تحقيق لصحيفة «المدينة»، السبت 8/ 4/ 1430هـ= 4/ 4/ 2009م، ع16782، ص18: «آن الأوان لتغيير التركيبة الذهنية النمطيّة»، ضِمن تحقيق عن: خصخصة الإذاعة والتلفاز و (واس).
- مشاركة في تحقيق لكرّاس الثقافة، صحيفة «النصر»- الجزائريّة، الثلاثاء 4/ 4/ 1430هـ= 31 / 3/ 2009م، العدد: 12821، ص13: «الجنس في الرواية العربيّة»!
- مشاركة في تحقيق لثقافة اليوم، صحيفة «الرياض»، الخميس 22/ 3/ 1430هـ= 19/ 3/ 2009م، العدد 14878، ص21: «في يوم الشِّعر العالمي: يتهدّد الشِّعر أمران!»
- مشاركة في تحقيق لصحيفة «أوان»، الأحد 8/ 3/ 2009، العدد 472: حول جائزة بوكر العربيّة: «الخاسر دائمًا يتّهم الحَكَم!» -	حوار أجرته معه انشراح سعدي، في زاوية 50×50 في مجلّة «اليمامة»- السعودية، العدد 2047، السبت 10 ربيع الأوّل 1430هـ= 7 مارس2009م، ص62-63.
- مشاركة في تحقيق لمجلة «اليمامة»، العدد 2046، السبت 3 ربيع الأوّل 1430هـ= 28 فبراير 2009م: «ينبغي ألاّ تظلّ الجنادريّة تدور في (التراث الشعبي)، أو (الثقافة الشفويّة)»!
- مشاركة في تحقيق لملحق «الأربعاء»، صحيفة «المدينة»- السعوديّة، الأربعاء 16 صفر 1430هـ= 11 فبراير 2009م: «لا لطمس الآثار!»
- مشاركة في تحقيق لـصحيفة «الرياض»، الخميس 10 صفر 1430هـ= 5 فبراير 2009م – العدد 14836، «دُور النشر والدَّور الرقابي»!
- مشاركة في تحقيق لمجلة «اليمامة»، العدد 2041، السبت 27 محرّم 1430هـ= 24 يناير 2009م: «أُولى العقبات في سبيل التعليم الإلِكتروني الأُميّة الإلِكترونيّة لدى أساتذة الجامعات!»
- مشاركة في تحقيق لـصحيفة «الجزيرة»، الجمعة 28 ذو الحجة 1429 هـ، العدد 13238: «مجمع لغويّ في جزيرة العرب ضرورة بدهيّة!»
- حوار في صحيفة «النصر» الجزائريّة، الثلاثاء 18 ذو الحِجّة 1429هـ= 16 ديسمبر 2008م: «شعار الجرأة و» كشف المسكوت عنه«يوظّف في غير محلّه في الأعمال الروائيّة العربية (السوسيوتجاريّة)».
- حوار في صحيفة «الوطن» السعودية، السبت 15 ذو الحِجّة 1429هـ= 13 ديسمبر 2008م: «رابطة الكتاب والأدباء مرهونة بإقرار نظام الجمعيات والمؤسّسات الأهلية».
- حوار في صحيفة «العرب»، الثلاثاء، 7 أكتوبر 2008= 7 شوال 1429هـ، ص14: «الثقافة العربيّة تقوم على منظومة قِيَم غير حواريّة»!
- مشاركة في تحقيق لمجلّة «سيّدتي»، العدد 1437، السبت 20 سبتمبر 2008= 20 رمضان 1429هـ، ص61، «أيّ لغة يسمعها الناشئة اليوم؟»!
- مشاركة في تحقيق لمجلة «اليمامة»، العدد 2023، السبت 6 رمضان 1429هـ، ضمن قضيّة الأسبوع تحت عنوان «القنوات الفضائيّة الدينيّة: دعوة للمراجعة»: «الإعلام الإسلامي في حاجة إلى مراجعة جذريّة وشاملة، من حيث الرؤية، ولغة التخاطب، وآليّات الأداء»!
- مشاركة في تحقيق لصحيفة الرياض: «القصور في فهم طبيعة الأدب يؤدي إلى خوض في العقائد والنوايا»، إجابة سؤال: محمّد المرزوق، 26/ 7/ 2008.
- مشاركة في تحقيق لصحيفة «الوطن»: «بطالة الشباب في المناطق الحدوديّة»، تحقيق صحفي: عوض فرحان، 19/ 7/ 2008.
- مشاركة في تحقيق لصحيفة البلاد: أسباب إهمال القصة القصيرة: «القصة القصيرة مرحلة انتقالية بين جنسي الشعر والرواية في العالم العربي»، استطلاع: سامي حسون، 15/ 7/ 2008.
- مشاركة في تحقيق لشبكة الإعلام العربية (محيط): التطرف والتدين وجهان لعملة عند الروائيين: «فرق بين التنوير والتشويه؛ فالأدب رسالة وليس فضفضة»، استطلاع: شيماء عيسى، 24/ 6/ 2008.
- مشاركة في تحقيق لمجلة «الجسرة»- القَطَريّة: «الشكّ واليقينيّة في الشِّعر»، تحقيق صحفي: نوّارة لحرش، ربيع 2008.
- مشاركة في تحقيق لمجلة «أحوال المعرفة»: «عاصمة ثقافية بامتياز»، تحقيق صحفي: فوزيّة الجلال، أبريل 2008.
- مشاركة في تحقيق للمجلة الثقافية-الجزيرة: بين شعراء الفصحى والعامية: «ظاهرة الدواوين الصوتيّة ليست سوى تقنية واحدة من تقنيات نشر الشعر العاميّ اليوم»، استطلاع: خالد الغانم، 4/ 2/ 2008.
- لقاء في إذاعة (صوت بيروت ولبنان الواحد)، في برنامج (اختلاف)، تقديم وحوار: غادا السمّان، أجري في يناير 2008.
- ضيف إذاعة الرياض في حلقتين من برنامج «روّاد الثقافة»، تقديم د. سلطان سعد القحطاني، عَرَضَ فيهما تجربة والده الشيخ أحمد بن علي بن سالم الفَيْفي في مجال التعليم في جبال فَيفاء، جنوب السعوديّة، ولاسيما فتحه أول مدرسة لتعليم البنات في فَيفاء. أُذيع البرنامج يومَي الأحد 3 صفر 1429هـ، الساعة الثالثة عصرًا، ثم الأحد 10 صفر 1429هـ، الساعة الثالثة عصرًا.
- حوار أدبي مطوّل أجرته معه الشاعرة منال العويبيل، جريدة «اليوم» السعوديّة: نُشرت الحلقة الأولى الاثنين 20/ 1/ 1429هـ الموافق 28/ 1/ 2008م، ص12، والحلقة الأخرى نُشرت الثلاثاء 21/ 1/ 1429هـ الموافق 29/ 1/ 2008م، ص10.
- ضيف برنامج (ستّون دقيقة) بالقناة الأولى السعوديّة، تقديم الشاعرة والإعلاميّة ميسون أبي بكر، مساء الثلاثاء 5 صفر 1429هـ الموافق 12 فبراير 2008م، الساعة 45: 10، في حوار حول تطوّر القصيدة الحديثة.
- حوار ثقافي في مجلة «اليمامة» السعوديّة، أجراه معه الإعلامي رياض العسّافي، العدد 1958، السبت 28 ذو القعدة 1428هـ الموافق 8 ديسمبر 2007م، ص ص 40- 41.
- استضافته قناة «الإخبارية»، من خلال برنامجها الثقافي «آفاق ثقافيّة»، في حوار مع ياسر العمرو، حول «الجوائز الأدبيّة»، بُثّ البرنامج الخميس 22 رمضان 1428هـ الموافق 4 أكتوبر 2007م، الساعة العاشرة ليلاً.
- استضافته قناة «الإخبارية»، من خلال برنامجها الثقافي «أشرعة»، في حوار مع الشاعرة والإعلامية ميسون أبي بكر، حول «د. عبد الله بن أحمد الفَيْفي شاعرًا»، بُثّ البرنامج الأربعاء 21/9/1428هـ الموافق 3 أكتوبر 2007م ، الساعة الحادية عشر والنصف ليلاً.
- حوار ثقافي في ملحق «الرسالة» جريدة «المدينة» السعوديّة، أجراه معه الإعلامي ساري الزهراني، ع 16214، الجمعة 2 رمضان 1428هـ الموافق 14 سبتمبر 2007م، ص 9.
- حلقة حوار حول كتابه «نقد القِيَم» عبر إذاعة الرياض (البرنامج الأول)، الاثنين 2 رجب 1428هـ، الساعة 12 ظهرًا، والإعادة الساعة الثانية إلا ثلثًا من صباح الأربعاء التالي. أجرى الحوار: خالد الغانم.
- حلقة حوار حول ديوانه «فيفاء»، عبر إذاعة الرياض (البرنامج الأول)، الاثنين 9 رجب 1428هـ، الساعة 12 ظهرًا، والإعادة الساعة الثانية إلا ثلثًا من صباح الأربعاء التالي. أجرى الحوار: خالد الغانم.
- استضافته قناة «الإخبارية»، من خلال برنامجها الثقافي «أشرعة»، في حوار مع الشاعرة والإعلامية ميسون أبي بكر، حول شؤون الثقافة والشِّعر في المملكة العربيّة السعوديّة، بُثّ البرنامج نهار الجمعة 25 جمادى الآخرة 1427هـ الموافق 21 يونية 2006م، الساعة الرابعة والربع عصرًا.
- حوار في ملحق «الأربعاء» جريدة «المدينة» السعوديّة، نُشر بعنوان: «الشاعر عبد الله الفَيْفي.. الشلليّة الثقافيّة إفراز طبيعي لثقافتنا المجتمعيّة وعلاجها يحتاج وقتاً طويلاً»، أجراه: ساري الزهراني، الأربعاء 5 يوليو 2006.
- حوار في جريدة «الرياض»، نُشر بعنوان: «الناقد الفَيْفي في كتابه الجديد» حداثة النص الشِّعري في المملكة«: قصيدة النثر لم تنجز لدينا»، أجراه: محمّد با وزير، ع13856، الخميس 5 جمادى الأولى 1427هـ= 1 يونيو 2006م.
- حوار في المنتدى الإنترنتي «مَدَى»، تحت شعار «حوار وإبحار.. مع أستاذ اللغة بجامعة الملك سعود وعضو مجلس الشورى د. عبد الله الفَيْفي»، 26- 02- 2006.
- حوار في المنتديات الإنترنتيّة «صُحُف»، تحت شعار «عضو مجلس الشورى (د.عبد الله الفَيْفي) في حوار مباشر مع: منتديات صُحُف»، 18- 1- 2006.
- حوار في المنتديات الإنترنتيّة «منتديات فَيْفاء»، تحت شعار «اللقاء المفتوح مع د. عبد الله الفَيْفي»، 24- 12- 2005.
- حوار في صحيفة «الاقتصاديّة»، نُشر تحت عنوان: «ما يُسمّى قصيدة النثر ليس جديداً على الأدب العربي.. والضعف غالب على جيل اليوم»، أجراه: عبد الله عبد الغني، الاثنين 4 ديسمبر 2005.
- استضافته إذاعة الرياض في برنامج «أبعاد»، في حوار حول الأدب السعودي وجائزة النادي الأدبي بالرياض التي فاز بها، عن كتابه «حداثة النص الشعري في المملكة العربية السعودية»، وذلك ليلة الأربعاء 14/ 5 / 1426هـ، الساعة العاشرة والنصف ليلاً.
- استضافته قناة «الإخبارية»، في برنامج «آفاق ثقافية»، في حوار مع خالد الشهوان، حول «مفهوم الحوار»، رمضان 1426هـ.
- استضافته قناة CNBC الاقتصادية في لقاء حول «الأهمية الاقتصاديّة والسياحيّة التي تتمتع بها جبال فَيْفاء»، الساعة 10:30، مساء 27/ 10/ 1426هـ.
- مشاركة في تحقيق أعدته: تهاني بنت عبد الكريم المنقور، بعنوان «تكريم المبدعين.. متى؟ وكيف؟»، المجلة العربية، عدد سبتمبر 2004.
- استضافته إذاعة الرياض في البرنامج الأسبوعي المباشر «أسئلة في اللغة والأدب»، من تقديم د. عبد الله الحيدري، في حلقته الخامسة والعشرين، مساء الأربعاء 21 صفر 1424هـ.
- لقاء بعنوان «الناقد عبد الله الفَيْفي يكتب عن سِرّ تفوّق الشاعر الكفيف»، القاهرة، أجرته: مها أبو عين، «الشرق الأوسط»، الجمعة 14 مارس 2003.
- حوار حول كتابه «مفاتيح القصيدة الجاهلية»، صحيفة «الجزيرة»، إعداد: علي سعد القحطاني، ع 11119، 6الأحد 6 محرم 1424هـ= 9 مارس 2003م.
- مشاركة في تحقيق بعنوان «كيفية إعداد الجيل القادم ليكون واعياً فكريًّا وثقافيًّا»، صحيفة «الجزيرة»، إعداد: تهاني بنت عبد الكريم المنقور، ع 11013، السبت 18 رمضان 1423هـ= 23 نوفمبر 2002م.
- مشاركة في تحقيق بعنوان «مبدأ» الاختلاف رحمة«كان شعار التراث الإسلامي»، صحيفة «الجزيرة»، إعداد: علي سعد القحطاني، ع10885، الخميس 8 جمادى الأولى 1423هـ= 18 يوليو2002م.
- حوار نُشر تحت عنوان «شعر العميان يتعامل مع اللغة وبها»، صحيفة «الزمان»، حاوره: مصطفى عمارة، مدينة القاهرة، 1/1/ 2002. -	إعداد برنامج «أوراق شاعر» اليوميّ، لمدة أسبوع: إذاعة الرياض: محرم 1422هـ.
- حوار نُشر تحت عنوان «العميان تفوّقوا على المبصرين»، في صحيفة «القاهرة»، القاهرة، أجرته: مها أبو عين، الثلاثاء 13 نوفمبر 2001، ص 6، «تيارات عربيّة».
- إسهام شِعريّ في المعجم الموسوعي الشِّعري عن مدينة الطائف، بعنوان «الشوق الطائف حول قُطر الطائف»، الصادر عن لجنة التنشيط السياحي بمحافظة الطائف، 1420هـ= 1999م، م3: ص ص 1224- 1227.
- إعداد برنامج «خمس دقائق» اليوميّ، لمدة أسبوع، إذاعة الرياض، ذو القعدة 1417هـ.
- إعداد برنامج «أوراق شاعر» اليوميّ، لمدة أسبوع، إذاعة الرياض، شوال 1417هـ.
- استضافة في إذاعة الرياض، في حوار تربوي ثقافي حول «القراءة في حياتنا»، وذلك من خلال البرنامج الجماهيري «أهلاً بالمستمعين»: 13/ 10 / 1416هـ.
- مقالة "ظاهرة الضعف اللغوي / دوران الحلقة المفرغة (المجتمع – الجامعة- المجتمع)"، بمناسبة انعقاد ندوة "ظاهرة الضعف اللغوي في المرحلة الجامعية 3- 25/ 5/ 1416هـ: جامعة الإمام محمد بن سعود، الرياض.
- قراءة مجموعة أعمال قصصيّة مقدّمة لمجلة «الفيصل»، ضمن باب «تباشير»، مع إعداد متابعات نقدية وتعليقات.
- افتتاحيّة برنامج «منتدى الشباب» بإذاعة الرياض، الحلقة المذاعة عند الساعة الواحدة من بعد ظهر يوم الجمعة 21/ 11/ 1415هـ.
- استضافة في إذاعة الرياض، في حوار حول موضوع عن «الأيدي العاملة»، بعنوان «تكسير اللغة العربيّة بين الجناية على اللغة والبحث عن البدائل الممكنة»، وذلك من خلال البرنامج الجماهيري «أهلاً بالمستمعين»: 25/ 5/ 1415هـ.
- استضافة في إذاعة الرياض، في ثلاث حلقات من برنامج «كتاب وقارئ»، 1415هـ.
- استضافة في إذاعة الرياض، في ثلاث حلقات من برنامج «كتاب وقارئ»، 1414هـ.
- يكتب زاوية أسبوعية، بعنوان «مساقات»، في صحيفة «الجزيرة»، منذ 1416هـ.

## ترجمات له ودراسات عنه
- رسالة ماجستير تحت عنوان «التشكَّلات الشعرية المعاصرة في مدونة عبد الله بن أحمد الفَيْفي الشعرية»، في جامعة الملك خالد، يُعدّها الدارس حسن المالكي.
- رسالة ماجستير بعنوان «التناص في شِعر عبد الله الفَيْفي»، لابتسام البلوي، أنجزت في جامعة الإمام محمّد بن سعود، 1435هـ= 2014م.
- رسالة ماجستير بعنوان «عبد الله الفَيْفي: شاعرًا»، أنجزها الباحث: كليم الله وحيد، في جامعة International Islamic University، إسلام أباد- الباكستان، 2008.
- «اللغة والهوية»، مقال عن إحدى مقالاته، بقلم الشاعر محمّد جبر الحربي، المجلة الثقافيّة، صحيفة (الجزيرة)، الاثنين 28 شوّال 1429هـ، ص5.
- «بين أحمد شوقي وعبد الله الفَيْفي، وزن (عبد الله الفَيْفي): وزن شعريّ جديد»، صحيفة (الرياض)، بقلم: علي بن حسن العبَّادي، حلقتان: 24 يوليو، 31 يوليو2008م.
- دراسة بعنوان «قراءة في كتاب شعر النقاد لعبد الله الفَيْفي»، بقلم: أ. د. صبري مسلم، موقع «ديوان العرب» الإلكتروني، 7 أبريل 2008.
- قراءة تحليلية في قصيدة «أميرة الماء»، للشاعرة حنين الشمال: منتدى (مَدَى) الإلِكتروني، ومنتدى (شظايا أدبيّة) الإلِكتروني.
- مقال بعنوان «في حداثة النص الشِّعري السعودي»، حول كتابه «حداثة النص الشِّعري في المملكة العربيّة السعوديّة»، د. صبري مسلم، مجلة «دُبيّ الثقافيّة»، ع 11، أبريل 2006، ص98.
- قراءة نقدية في قصيدة «فارق التوقيت بين غرناطة ومجريط»، للأستاذ علي أحمد عبده قاسم، بعنوان «الفَيْفي بين رؤية التحول وسيميائة الدال»، صحيفة «26 سبتمبر» اليمنيّة، ع 1236، في 22/ 12/ 2005.
- ضمن دراسة بعنوان: «الحَجَر بين الترميز والأسطرة»، د. حسين المناصرة، (مجلّة «علامات»، النادي الأدبي الثقافي بجُدّة، ع52، ربيع الآخر 1425هـ= يونية 2004م، ص ص499- 562.
- دراسة بعنوان «قراءة في كتاب» مفاتيح القصيدة الجاهلية«للدكتور عبد الله الفَيْفي»، كتبها عبد الغني بارة، (مجلّة «جذور»، النادي الأدبي الثقافي بجُدّة، ع10، رجب 1423هـ= سبتمبر 2002م.
- عن شعره دراسة بعنوان: «فاعلية الصورة البيانية في القصة الشعرية: قصيدة الشاعر عبد الله الفَيْفي نموذجًا»، للدكتورة وجدان عبد الإله الصائغ (رئيسة قسم اللغة العربية، كلية الآداب والألسن، جامعة ذمار، اليمن)، مجلة المنهل، ع 562، شعبان/ رمضان: 1420هـ، (وتضمنها كتاب الدكتورة وجدان الصائغ «جذوة الإبداع وموقد البوح/ قراءات بلاغيّة في نصوص معاصرة»، الصادر 2001، عن (مركز عبادي للدراسات والنشر: صنعاء)، ضمن سلسلة الدراسات الأدبية والنقدية).
- موسوعة الأدب العربي السعودي الحديث (نصوص مختارة ودراسات)، (الرياض: دار المفردات، 1422هـ= 2001م)، ج2: ص 451، ج9: ص96.
- السالمي، حمّاد بن حامد، الشوق الطائف حول قصر الطائف (معجم موسوعي لما قيل في الطائف من شِعر عربي من العصر الجاهلي حتى اليوم)، (جُدّة: دار الشريف، 1999)، ص 217، 1224.
- البابطين، عبد العزيز سعود، معجم البابطين للشعراء العرب المعاصرين، (الكويت: مؤسسة جائزة عبد العزيز سعود البابطين للإبداع الشعري، 1995)، ج3: ص ص 346- 347.

## جوائز وأوسمة
- الجائزة الدوليّة الأولى في المسابقة الشِّعريّة لمهرجان «الأقصى في خَطَر (الرابع عشر)»، المُقام مساء الجمعة 2 أكتوبر 2009م الموافق 13 شوّال 1430هـ، في مدينة أمّ الفحم في فلسطين المحتلّة، عن قصيدته «مُهرة الشمس».
- جائزة النادي الأدبي بالرياض المحكّمة للدراسات التي تناولت الشِّعر السعودي، وذلك عن كتابه «حداثة النص الشعري في المملكة العربية السعودية: (قراءة نقديّة في تحوّلات المشهد الإبداعيّ)»، عام 1426هـ= 2005م.
- جائزة "الإبداع في الشعر والنقد لعام 2001. وهي جائزة عربية محكّمة تمنحها هيئةُ جائزة شاعر مكة محمّد حسن فقي، التابعة لمؤسسة أحمد زكي يماني الثقافيّة الخيريّة بالقاهرة. وقد مُنِحَ هذه الجائزة في دورتها السادسة للعام 1422هـ= 2001م، مساء السبت 10 شعبان 1422هـ= 27 أكتوبر 2001، في حفل أقيم لهذه المناسبة بالقاهرة.
- درع نائب أمير منطقة مكة المكرمة التكريميّ لمشاركته في المعجم الشِّعري لمحافظة الطائف «الشوق الطائف حول قصر الطائف»: 15 رجب 1420هـ.

## وصلات خارجية
موقع أ.د. عبد الله الفيفي.
صفحة أ.د. عبد الله الفيفي على موقع جامعة الملك سعود.
قناة أ.د. عبد الله الفيفي على يوتيوب.
أ.د. عبد الله الفيفي على تويتر.